# Discographie d'Alizée
La discographie d'Alizée se compose de 6 albums studio, un album live, 2 DVD, et 16 singles. Une compilation a également été éditée pour le Mexique en 2007 et en Ukraine en 2008.

## Albums studio
| Titre                                                                                   | Classements | Classements | Classements | Classements | Classements | Classements | Classements | Classements | Classements | Classements | Classements | Certifications                                                               |
| Titre                                                                                   | FRA         | WAL         | SUI         | ALL         | AUT         | ESP         | FIN         | ITA         | MEX         | P-B         | POL         | Certifications                                                               |
| Gourmandises - Sortie : 22 novembre 2000 - Label: Polydor, Universal Records            | 1           | 7           | 27          | 29          | 40          | 22          | 26          | 27          | —           | 36          | 13          | - France : 2 × Platine - Suisse : Platine - Belgique : Or - Europe : Platine |
| Mes courants électriques - Sortie : 28 mars 2003 - Label: Polydor, Universal Records    | 2           | 9           | 13          | 26          | —           | 7           | —           | —           | —           | —           | 41          | - France : 2 × Or - Corée du Sud : Argent                                    |
| Psychédélices - Sortie : 3 décembre 2007 - Label: RCA Records, Sony Music               | 16          | 50          | 99          | —           | —           | —           | —           | —           | 15          | —           | —           | - France : Or - Mexique : Or - Russie : Or                                   |
| Une enfant du siècle - Sortie : 29 mars 2010 - Label: Jive Epic, Institubes. Sony Music | 24          | 60          | —           | —           | —           | —           | —           | —           | 22          | —           | —           |                                                                              |
| 5 - Sortie : 29 mars 2013 - Label: Sony Music Entertainment                             | 25          | 41          | —           | —           | —           | —           | —           | —           | 46          | —           | —           |                                                                              |
| Blonde - Sortie : 23 juin 2014 - Label: Sony Music Entertainment                        | 20          | 19          | 79          | —           | —           | —           | —           | —           | 51          | —           | —           |                                                                              |

## Album Live
| Année | Titre             | Classements          | Classements            | Classements        | Certifications |
| Année | Titre             | Drapeau de la France | Drapeau de la Belgique | Drapeau du Mexique | Certifications |
| ----- | ----------------- | -------------------- | ---------------------- | ------------------ | -------------- |
| 2004  | Alizée En Concert | 38                   | 70                     | 8                  | - Mexique : Or |

## Compilation
| Année | Titre                        | Classements        | Classements          | Classements                                 |
| Année | Titre                        | Drapeau du Mexique | Drapeau de l'Ukraine | Drapeau de la République populaire de Chine |
| ----- | ---------------------------- | ------------------ | -------------------- | ------------------------------------------- |
| 2005  | The Best of : La Isla Bonita | -                  | -                    | -                                           |
| 2007  | Tout Alizée                  | 22                 | -                    | -                                           |
| 2008  | New Collection               | -                  | -                    | -                                           |

## DVD
| Année | Titre                              | Classements          | Classements        | Certifications     |
| Année | Titre                              | Drapeau de la France | Drapeau du Mexique | Certifications     |
| ----- | ---------------------------------- | -------------------- | ------------------ | ------------------ |
| 2004  | Alizée En Concert                  | 1                    | 8                  | - France : Platine |
| 2008  | Psychédélices Mexican Tour Edition | -                    | 5                  | - Mexique : Or     |

## Singles
| Année | Titre                          | Classements          | Classements            | Classements          | Classements            | Classements           | Classements          | Classements         | Classements            | Classements           | Classements          | Classements          | Classements         | Album                     | Clip |
| Année | Titre                          | Drapeau de la France | Drapeau de la Wallonie | Drapeau de la Suisse | Drapeau de l'Allemagne | Drapeau de l'Autriche | Drapeau de l'Espagne | Drapeau de l'Italie | Drapeau du Royaume-Uni | Drapeau de la Pologne | Drapeau de l'Estonie | Drapeau des Pays-Bas | Drapeau du Danemark | Album                     | Clip |
| ----- | ------------------------------ | -------------------- | ---------------------- | -------------------- | ---------------------- | --------------------- | -------------------- | ------------------- | ---------------------- | --------------------- | -------------------- | -------------------- | ------------------- | ------------------------- | ---- |
| 2000  | Moi... Lolita                  | 2                    | 2                      | 11                   | 5                      | 5                     | 1                    | 1                   | 9                      | 4                     | -                    | 2                    | 9                   | Gourmandises              | Oui  |
| 2000  | L'Alizé                        | 1                    | 5                      | 23                   | 43                     | 52                    | -                    | -                   | -                      | -                     | 1                    | 63                   | -                   | Gourmandises              | Oui  |
| 2001  | Parler tout bas                | 12                   | 15                     | -                    | -                      | -                     | -                    | -                   | -                      | -                     | -                    | -                    | -                   | Gourmandises              | Oui  |
| 2001  | Gourmandises                   | 14                   | 21                     | 70                   | -                      | -                     | -                    | -                   | -                      | -                     | -                    | -                    | -                   | Gourmandises              | Oui  |
| 2003  | J'en ai marre !                | 4                    | 5                      | 5                    | 21                     | 43                    | 11                   | 23                  | -                      | -                     | -                    | -                    | -                   | Mes courants électriques… | Oui  |
| 2003  | J'ai pas vingt ans !           | 17                   | 20                     | 60                   | 59                     | 60                    | -                    | -                   | -                      | 18                    | -                    | -                    | -                   | Mes courants électriques… | Oui  |
| 2003  | À contre-courant               | 22                   | 20                     | 64                   | -                      | -                     | -                    | -                   | -                      | -                     | -                    | -                    | -                   | Mes courants électriques… | Oui  |
| 2004  | Amélie m’a dit                 | -                    | -                      | -                    | -                      | -                     | -                    | -                   | -                      | -                     | -                    | -                    | -                   | En Concert                | Oui  |
| 2007  | Mademoiselle Juliette          | 22                   | -                      | -                    | -                      | -                     | -                    | -                   | -                      | -                     | -                    | -                    | -                   | Psychédélices             | Oui  |
| 2008  | Fifty Sixty                    | -                    | -                      | -                    | -                      | -                     | -                    | -                   | -                      | -                     | -                    | -                    | -                   | Psychédélices             | Oui  |
| 2010  | Limelight                      | -                    | -                      | -                    | -                      | -                     | -                    | -                   | -                      | -                     | -                    | -                    | -                   | Une enfant du siècle      | Non  |
| 2010  | Les Collines (Never leave you) | -                    | -                      | -                    | -                      | -                     | -                    | -                   | -                      | -                     | -                    | -                    | -                   | Une enfant du siècle      | Oui  |
| 2012  | À cause de l'automne           | 131                  | -                      | -                    | -                      | -                     | -                    | -                   | -                      | -                     | -                    | -                    | -                   | 5                         | Oui  |
| 2013  | Je veux bien                   | -                    | -                      | -                    | -                      | -                     | -                    | -                   | -                      | -                     | -                    | -                    | -                   | 5                         | Non  |
| 2014  | Blonde                         | 63                   | -                      | -                    | -                      | -                     | -                    | -                   | -                      | -                     | -                    | -                    | -                   | Blonde                    | Oui  |
| 2014  | Alcaline                       | 172                  | -                      | -                    | -                      | -                     | -                    | -                   | -                      | -                     | -                    | -                    | -                   | Blonde                    | Non  |
|       |                                | [ 29 ]               | [ 30 ]                 | [ 31 ]               | [ 32 ]                 | [ 33 ]                | [ 34 ]               | [ 35 ]              | [ 36 ]                 | [ 37 ]                | [ 38 ]               | [ 39 ]               | [ 40 ]              |                           |      |

## Collaborations

### Singles
| Année | Single                                          | Classement | Classement | Classement | Album                               |
| Année | Single                                          | FR         | BEL/Wa     | SUI        | Album                               |
| ----- | ----------------------------------------------- | ---------- | ---------- | ---------- | ----------------------------------- |
| 2011  | Des ricochets (Collectif Paris Africa)          | 5          | 25         | —          | Collectif Paris Africa              |
| 2012  | Clara veut la lune (Alain Chamfort avec Alizée) | —          | —          | —          | Elles et lui                        |
| 2013  | Dear Darlin' (Olly Murs avec Alizée)            | 127        | —          | 5          | Right Place Right Time (album) (en) |
| 2013  | Le Tourbillon (Tal avec Alizée)                 | —          | —          | —          | À l'infini (collector)              |
| 2014  | Tendre rêve                                     | —          | —          | —          | We Love Disney 2                    |

## Participations
- 2001 : L'Odyssée des Enfoirés.

1. Tout le monde
2. Rockollection (Medley)

- 2002 : Tous dans le même bateau.

1. Ca va pas changer le monde avec Maxime Le Forestier et Francis Cabrel
2. Ouragan avec Marc Lavoine (Medley)
3. Aimer avec Pascal Obispo (Medley)
4. Rêver

- 2004 : 80, Bon Anniversaire Charles ! (Spectacle télédiffusé pour le 80e anniversaire de Charles Aznavour en duo avec Jenifer en la chanson For Me... Formidable, 22 mai 2004).
- 2008 : Les Secrets des Enfoirés.

1. Relax, Take It Easy avec Zazie (Medley)
2. Fan avec Amel Bent et Julie Zenatti (Medley)
3. Double Je avec Patrick Fiori, Nolwenn Leroy et Christophe Maé
4. L'amitié

- 2008 : Autour de la guitare (La javanaise).
- 2009 : Les Enfoirés font leur cinéma.

1. Les Dalton avec Amel Bent (Medley)
2. Dis-moi avec Pascal Obispo, Patrick Fiori et Christophe Willem
3. Le Locomotion avec Mimie Mathy et Julie Zenatti (Medley)
4. Ici les Enfoirés

- 2009 : La Feria de San Marcos (Showcase de 10 titres)
- 2010 : Les Enfoirés... la Crise de Nerfs

1. Womanizer avec Jenifer (Medley)
2. We Are the World avec Amel Bent (Medley)
3. Macumba avec Francis Cabrel, Thomas Dutronc, Patricia Kaas et Fanfare Echo de la Chaumière
4. J'te l'dis quand même

- 2010 : Serge Gainsbourg, Concert Hommage,  Opera National, Tel-Aviv.
- 2011 : Dans l'œil des Enfoirés

1. Medley Hommes/femmes
2. Medley Fête à l'anglaise
3. Medley Un monde parfait
4. Medley A la porte du night club
5. Medley La nuit au musée
6. Comme des enfants

- 2011 : La Academia 2011 (Mexique)

1. J'en ai marre (Duo avec un élève de La Academia)
2. Les Collines (Never Leave You)

- 2011 : Collectif Paris-Africa

1. Des Ricochets

- 2012 : Album Alain Chamfort

1. Clara veut la Lune

- 2012 : Le Bal des Enfoirés

1. C'est bientôt la fin
2. Elle me dit
3. Je te promets
4. Rolling in the deep avec Claire Keim (medley)
5. Je suis un rigolo
6. La jument de Michao (version alsacienne) avec Mimie Mathy (medley)

- 2013 : La Boîte à musique des Enfoirés

1. Donne-moi le temps
2. Le sens de la vie avec Jenifer (medley)
3. Oui….mais non avec Christophe Willem (medley)

- 2013 : Enfantillages 2

1. Mon petit doigt m'a dit

- 2014 : Sidaction

1. Kiss & Love

- 2014 : We Love Disney 2

1. Tendre rêve